# 大卫·沃尔特·福斯特
大卫·沃尔特·佛斯特（英語：David Walter Foster，1949年11月1日—），出生于加拿大不列顛哥倫比亞省維多利亞市，是一名鋼琴家、歌手、詞曲作家、編曲家及知名的音樂製作人。大衛·佛斯特本身也是葛萊美獎、艾美獎、金球獎、朱諾獎的得主，另得過三次奧斯卡獎提名，他創造出許多膾炙人口的超級金曲，和他合作的藝人大多是業界的翹楚，每一位都是家喻戶曉的超級巨星。

## 生平簡介

### 音樂天份
大衛·佛斯特5歲開始學習鋼琴，13歲進入華盛頓大學就讀，16歲時得以加入為搖滾傳奇查克貝瑞（Chuck Berry）擔任伴奏的樂團。1971年年僅22歲的大衛·佛斯特前往洛杉磯追逐音樂夢想，1973年帶領搖滾組合「雲雀樂團」（Skylark）以TOP 10單曲 "Wildflower" 步入樂壇，隨後成為樂界最受推崇的鍵盤手。大衛·佛斯特曾經與約翰·藍儂（John Lennon）、黛安娜·蘿絲（Diana Ross）、喬治·哈里森（George Harrison）、洛·史都華（Rod Stewart）和芭芭拉·史翠珊（Barbra Streisand）等重量級巨星同台。

### 星路歷程
大衛·佛斯特不以錄音室樂手自滿，他努力地展露詞曲創作與製作的才華，開始接下霍爾與奧茲二重唱（Hall & Oates）、伯茲·史蓋茲（Boz Scaggs）、丹尼絲威廉斯（Deniece Williams）以及Average White Band樂團等的音樂製作任務。1979年為地球風與火樂團（Earth Wind & Fire）在Billboard Hot 100獲得亞軍的單曲 "After The Love Has Gone" 擔任詞曲創作，這為大衛·佛斯特贏得生平首座葛萊美獎。
1980年大衛·佛斯特挑起東尼獎百老匯音樂劇「Dream Girls」原聲專輯製作大任，再獲葛萊美獎青睞。大衛·佛斯特的才華深獲好萊塢的賞識，陸續為電影、電視影集譜寫主題曲，包括電影「都市牛仔」（Urban Cowboy）主題曲 "Look What You've Done To Me"（獲得抒情榜第三名）、芝加哥合唱團（Chicago）的電影「Summer Lovers」主題曲　"Hard To Say I'm Sorry"（獲得流行及抒情榜雙料冠軍）、彼得·塞特拉（Peter Cetera）的「小子難纏2」主題曲　"Glory Of Love"（獲得流行及抒情榜雙料冠軍）、約翰帕爾（John Parr）的「七個畢業生」主題曲　"Man In Motion"（獲得流行榜冠軍）等等，大衛·佛斯特迅速的在美國樂壇建立起良好的口碑與高知名度。

## 音樂事業

### 合作對象
大衛·佛斯特堪称欧美流行音乐史上最成功的制作人之一，他所涉獵的音樂層面相當廣泛，流行樂、黑人靈魂樂、古典爵士樂、搖滾樂甚至鄉村音樂都難不倒他。也正因為他這方面優異的天份，自1970年代以來，和大衛·佛斯特在工作上合作的歌手都是西洋樂壇重量級的人物，如芭芭拉·史翠珊（Barbra Streisand）、肯尼·羅傑斯（Kenny Rogers）、席娜伊斯頓（Sheena Easton）、麥可傑克森（Michael Jackson）、保羅·麥卡尼（Paul McCartney）、尼爾·戴門（Neil Diamond）、艾瑞莎富蘭克林（Aretha Franklin）、惠妮休斯頓（Whitney Houston）、席琳狄翁（Céline Dion）、妮坦莉高（Natalie Cole）、麥可波頓（Michael Bolton）、肯尼·基（Kenny G）、唐妮·布蕾斯頓（Toni Braxton）、合而為一合唱團（All-4-One）、瑪丹娜（Madonna）、葛司布魯克斯（Garth Brooks）、費絲希爾（Faith Hill）、麥可·布伯雷（Michael Bublé）、喬許·葛洛班（Josh Groban）、白蘭蒂（Brandy）、超級男孩（N'Sync）、葛洛莉雅·伊斯特芬（Gloria Estefan）以及安德烈波伽利（Andrea Bocelli）等各音樂領域的巨星。还有新西兰跨界女高音海莉·薇思特拉、西洋情歌天王彼特·赛特拉、谭晶。

### 樂壇成就
近年来，大衛·佛斯特从音乐制作人的幕后走向前台，亲自策划了由他主持的演唱会“大衛·佛斯特与他的損友们”。2011年，拉斯韦加斯的首场公演，席琳·迪翁、肯尼·吉、乔许·葛洛班、安德烈·波切利等20多位明星亮相，成为歌坛盛事。2012年11月13日，在大衛·佛斯特和他的朋友们亚洲巡演2012中国站中，大衛·佛斯特携夏卡康(Chaka Khan)、娃娃脸 (Babyface)、彼得·赛特拉、海莉·薇思特拉、谭晶在上海大舞台举行中国首演。
大衛·佛斯特在1997年進入加拿大魔音穿腦殿堂，他一共獲得葛萊美獎-44項提名，最終贏得-15項大獎，還有贏得-7座朱諾獎、-1座艾美獎、-1座金球獎以及奧斯卡獎-3項提名。而為了向駐守波斯灣的美軍致敬，大衛·佛斯特擔任作曲與製作，妻子Linda則擔任作詞，共同寫下了"Voices That Care"，至今這首歌已經捐贈了一百萬美金給紅十字會與美國聯合國勤務組織。

### 音樂紀錄片
2019年 由Netflix製播「大衛·福斯特：金曲之路」紀錄片，片長1 小時 46 分鐘，片中播映大衛·福斯特從一位天才兒童到成為傳奇音樂製作人，一路上珍貴畫面和合作夥伴的訪談片段，大衛·福斯特也分享成功背後的故事。